# Ernesto Meliante
Ernesto Meliante – trener urugwajski.
W 1924 roku Meliante zastąpił na stanowisku trenera Leonardo De Luccę i pokierował reprezentacją podczas turnieju Copa América 1924, gdzie Urugwaj zdobył mistrzostwo Ameryki Południowej. Prowadzony przez Meliante zespół wygrał 2 mecze (5:0 z Chile i 3:1 z Paragwajem) oraz pomimo druzgocącej przewagi zremisował bezbramkowo z Argentyną. Ponieważ Argentyna straciła punkt w meczu z Paragwajem, Urugwaj zdobył mistrzostwo Ameryki Południowej.
W 1926 roku na stanowisku trenera reprezentacji Urugwaju zastąpił go Andrés Mazzali.